# Maria Sumner
Maria Sumner (* 1961) ist eine deutsche Schauspielerin, Sängerin (Sopran), Hörspiel- und Synchronsprecherin.

## Leben
Maria Sumner absolvierte ihre Schauspielausbildung an der Novalis-Schule in Stuttgart. Sie wirkte schon in einigen Theaterstücken mit und war auch schon als Schauspielerin in diversen Kurzfilmen zu sehen. Ihr Debüt feierte sie mit dem Kinofilm Im Jahr des Hundes. Sumner singt zudem und spielt dazu begleitend Klavier.
Sie ist schon seit Jahren als Synchronsprecherin tätig und vertonte unter anderem die Krankenschwester Fumio Hoshino in der Drama-Serie Die Ewigkeit, die du dir wünschst, Miyuki Enomoto in der Erfolgsserie Die Melancholie der Haruhi Suzumiya und Yuuna Akashi in dem Harem-Anime Magister Negi Magi und Negima!?. In der Mecha-Serie Gundam Seed sprach sie 2005 Juli Wu Nien. Sumner lieh auch schon unzähligen US-amerikanischen Schauspielerinnen ihre Stimme, zuletzt synchronisierte sie in Pushing Daisies die Rolle der Maria Christina und in CSI: Miami Maxine Valera.
Ihre Tochter Lilly Sumner ist ebenfalls in der Synchronbranche aktiv.

## Sprechrollen (Auswahl)
Madoka Kimura
- 2006: Magister Negi Magi Negima!? Spring Special als Yuuna Akashi
- 2006–2007: Magister Negi Magi Negima!? als Yuuna Akashi
- 2007: Magister Negi Magi als Yuuna Akashi

Filme
- 2004: 30 über Nacht als Kellnerin #2
- 2004: Spanglish – Angela Goethals als Gwen
- 2004: Wie überleben wir Weihnachten? – Jennifer Morrison als Missy Vanglider
- 2008: The Eye – Kisha Sierra als Kisha
- 2009: My Bloody Valentine 3–D – Joy de la Paz als Rosa
- 2010: Königreich des Verbrechens – Jacqueline Brennan als Sarah Leckie
- 2025: Ein Minecraft Film (A Minecraft Movie) als Zustellerin

Anime
- 2002: Digimon Tamers – Ai Nagano als Reika Ôtori
- 2005: ×××HOLiC – Ein Sommernachtstraum – Atsuko Mine als Tae Atsume
- 2005–2006: Planetes – Maiko Itō als Edelgard Rivera
- 2006: ×××HOLiC – Emiri Katō als Verkäuferin
- 2006: ×××HOLiC als Fischgeist
- 2008: ×××HOLiC – Fumie Mizusawa als Hausfrau A
- 2008: ×××HOLiC – Tetsu Shiratori als Schüler A
- 2009: Die Melancholie der Haruhi Suzumiya – Mai Kadowaki als Miyuki Enomoto
- 2010: Mobile Suit Gundam 00 SS – Romi Park als Regene Regetta
- 2015: High School D×D – Hitomi Nabatame als Yuuma Amano

Serien
- 2000: Star Trek: Raumschiff Voyager – Henriette Ivanans als Maggie O'Halloran
- 2003: Dawsons Creek – Janie Brookshire als Carla
- 2004: Sex and the City – Michele Santopietro als Nicole
- 2007: Ghost Whisperer – Stimmen aus dem Jenseits – Susane Lee als Assistentin
- 2007: Brothers & Sisters – Khanya Mkhize als Assistentin Melissa
- 2007–2010: CSI: Miami – Boti Bliss als Maxine Valera
- 2008: 24 – Rena Sofer als Marilyn Bauer
- 2009: Pushing Daisies – Mary K. DeVault als Schwester Maria Christina
- 2011: Ugly Betty – Katie Firth als Mitarbeiterin
- 2011, 2013: The Event – Ashleigh Sumner als Eva
- 2024: Navy CIS für Pilar Holland als Lucia Campbell